# Pithecellobium dulce
Pithecellobium dulce, també conegut com a tamarinde de Manila o arbre de Guamúchil, és una espècie pionera de la família de les fabàcies nadiua de les zones tropicals americanes i asiàtiques.

## Etimologia
- Pithecellobium: del grec pithekos, mico o simi, i ellobium, orella o pavelló auricular, fent al·lusió a la forma dels seus fruits retorçats similars a les orelles de mico.
- dulce: dolç, del llatí dulcis, que significa grat al paladar.[4]

## Noms vernacles
- Castellà: juguay, anamuchil, costeno, guamúchil, mongollano blanco, espino de plaja, pinzán, guamá americano, chiminango, payandé,[5] gina
- Anglès: blackbead, Madras thorn, manila tamarind
- Portugués: tamarindeiro de Manila, vagem de macaco
- Bengalí: kankra badam, sain babla[6]
- Nàhuatl: cuauhmochitl
- Tailandès: makham thet, มะขามเทศ
- Hawaiià: ʻopiuma
- Filipí: kamachile[7]

## Descripció
Arbre o arbust hermafrodita, espinós, perennifoli, de 15 a 20 m d'altura i amb un diàmetre a l'altura del pit de 80-100 cm, amb branques proveïdes d'espines. La copa és piramidal o allargada, ampla i estesa, amb un diàmetre de 30 m, i molt frondosa. Les fulles en espiral, aglomerades, bipinnades, de 2 a 7 cm de llargària, amb un parell de folíols primaris, cadascun amb un parell de folíols secundaris sèssils. L'anvers és d'un verd pàl·lid mat. Presenta un tronc dret amb branques primes i ascendents proveïdes d'espines. L'escorça és llisa o lleugerament clivellada, de grisa plomissa a grisa bruna amb bandes horitzontals protuberants i lenticel·les pàl·lides en línies longitudinals. La fusta és de color crema clar, que es torna marró rosat amb el pas del temps, fibrosa, i amb lleugera olor d'all. Les inflorescències són axil·lars de 5 a 30 cm de llarg, formades per panícules pèndules de capítols tomentosos, cada capítol sobre una rama de 2 a 5 mm, d'1 a 1'5 cm de diàmetre. Les flors són xicotetes, lleugerament perfumades, actinomorfes, de color blanc cremós o verdes. El fruit és una beina prima de fins a 20 cm llarg per 10 a 15 mm d'ample, enroscada, tomentosa i pèndula, d'un color rogenc o rosat, constreta entre les llavors i dehiscent. S'obre per ambdós costats per a alliberar nombroses llavors. Les llavors mesuren de 7 a 12 mm de llarg, són ovoides aplanades, brunes, envoltades d'un aril dolç i blanquinós o rosat. Aquestes són dispersades per aus i mamífers. La testa és prima i permeable a l'aigua. Té un sistema radicular extens, sobretot en aquelles àrees on la precipitació és baixa, amb unes arrels superficials molt fortes. Arriba a viure més de 60 anys. Número cromosòmic: 2n = 26. Floreix des de desembre a maig, i grana entre febrer i agost.

## Distribució i ecologia
L'àrea de distribució natural del guamúchil s'estén des de la latitud 3° a la 28° N. i inclou les costes prop de l'oceà Pacífic a Mèxic i el sud de Califòrnia, a través de tota Amèrica Central fins al nord de Colòmbia i Veneçuela. Va ser introduït a les Filipines ben prompte en la història del comerç colonial i poc després a l'Índia, on va ser descrit per primera vegada i nomenat botànicament en 1795. L'arbre s'ha naturalitzat i es planta en moltes àrees fora de la seua distribució natural, incloent el sud de la Florida, Cuba, Jamaica, Puerto Rico, Hawaii, les Filipines, l'Índia i l'Àfrica oriental.
En l'àrea de distribució natural del tamarinde de Manila, el clima és subtropical i tropical, de sec a semiàrid, amb una precipitació anual mitjana que fluctua entre 500 i 1000 mm. Ha sigut plantat amb èxit en àrees amb una precipitació anual mitjana amb un límit inferior de fins a 400 mm i amb una estació seca d'un màxim de 4 a 5 mesos. En les àrees on és nativa, és comuna en matollars o boscos secs costaners, planes i vessants fins a una altitud de 1.800 m.
Aquesta espècie és freqüent trobar-la a la riba de llits de rambles, de carreteres i avingudes i en els habitatges. Creix en una àmplia varietat de condicions climàtiques. Clima entre tropical i subtropical, amb precipitacions de 450 a 1.650 mm. Suporta qualsevol tipus de sòl. Suporta llargs períodes de sequera prolongats, a causa del seu sistema radicular adaptat; bon desenvolupament d'arrels superficials per a captar les escasses pluges i un eixamplament de l'arrel principal on emmagatzemar aigua. Per aquestes raons és un arbre pioner.

## Fitòfags i malalties
Llistat de possibles fitòfags i malalties del Guamúchil:
Fitòfags
- Mosca de la fruita (Ceratitis capitata)
- Melanis pixe[10]
- Eurema blanda[11]
- Polydesma umbricola
- Polyura athamas
- Azanus ubaldus
- Indarbela spp.
- Gymnandrosoma aurantianum
- Scirtothrips aurantii

Patògens
- Cercospora mimosae
- Colletotrichum dematium
- C. pithecellobii
- Phyllosticta ingae-dulcis
- P. pithecellobii
- Phellinus spp.

## Usos
Els fruits són apreciats pel sabor dolç de l'aril que cobreix les llavors. La fusta s'utilitza per a llenya, encara que no es considera de bona qualitat, també s'utilitza per a la construcció, pals, en els habitatges rurals. L'escorça és usada per a adobar pells. Les baines i les fulles s'usen com a farratge. Les llavors contenen 10% de greix (ric en àcid tetradecanoic i palmític) que pot tindre aplicació en saboneria i alimentació. Les llavors moltes poden servir de concentrat ric en proteïnes. A Mèxic i l'Índia, és comú trobar les fruites a la venda en els mercats dels pobles pels seus arils dolços, àcids i carnosos, els quals es consumeixen crus o torrats o s'usen en begudes semblants a la llimonada. Les flors i els fruits constitueixen un bon farratge ja que contenen entre 23 a 29% de proteïna crua i entre 17 a 19% de fibres. La goma que emana del tronc diluïda en aigua s'empra com a mucílag. Com que rebrota vigorosament en ser tallat, aquest atribut ha ajudat a popularitzar el seu cultiu en bardisses i en plantacions per a llenya. També s'usa com a arbre d'ombra. Tenen importància en la producció d'olis i essències, làtex, resina, gomes, tanins, a més d'ús cosmètic. A més a més, també té usos medicinals. Certs productes de l'arbre s'usen per a tractar mals de queixal, nafres en les genives i úlceres bucals. L'escorça s'empra a vegades com antipirètic, a pesar que té propietats irritants que poden causar infeccions en els ulls i inflamació de les parpelles. Un extracte de rametes s'ha documentat com un tractament efectiu contra el virus mosaic del tabac a l'Índia.
Les llavors no requereixen d'escarificació o qualsevol altre tractament previ per a la germinació. La germinació ocorre d'1 a 2 dies després de la sembra, i presenta un elevat percentatge de germinació (85-95%). Les llavors retenen la seua viabilitat durant l'emmagatzematge per aproximadament 6 mesos.

## Galeria

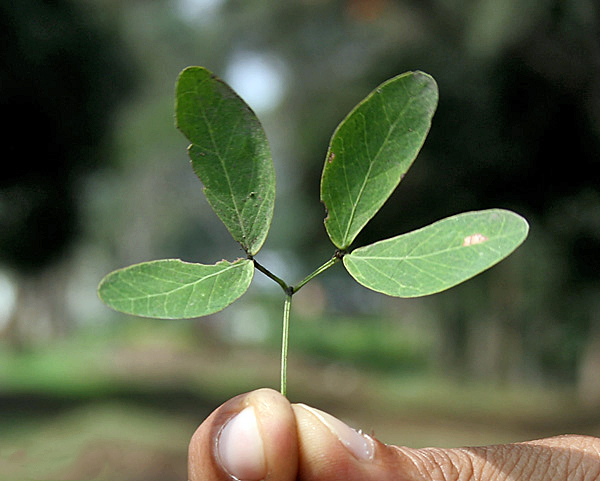
Fulles
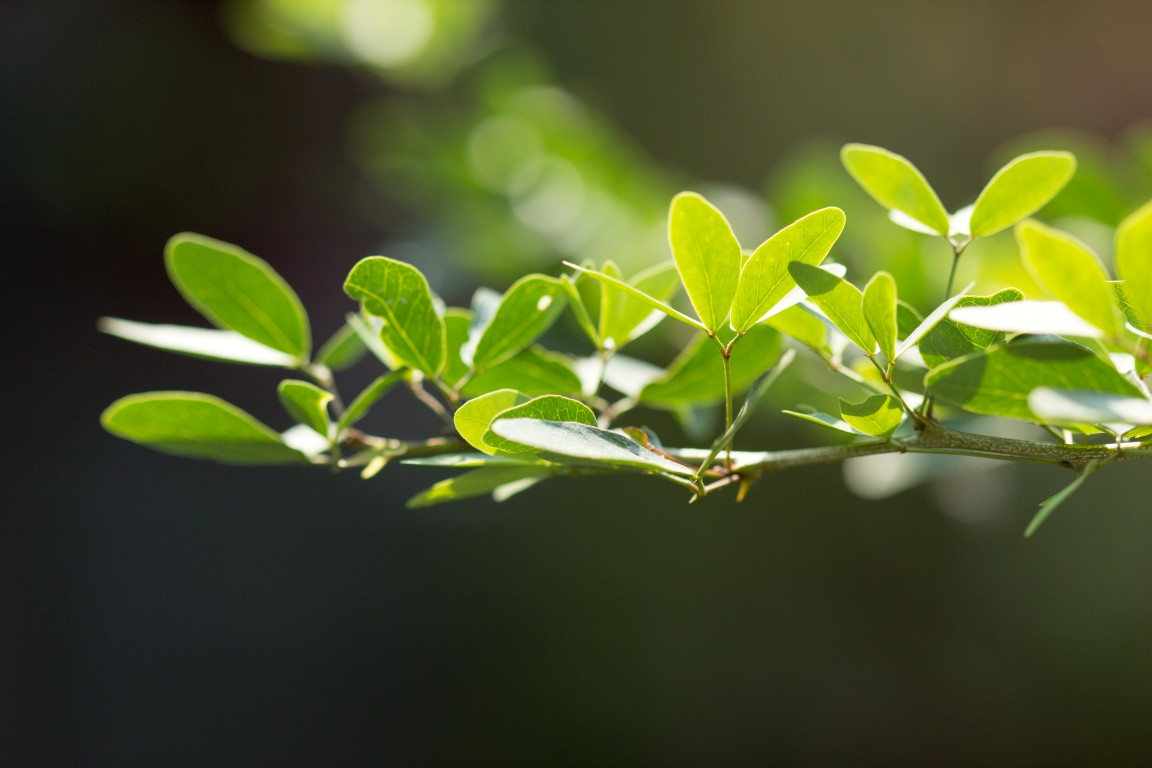
Rameta
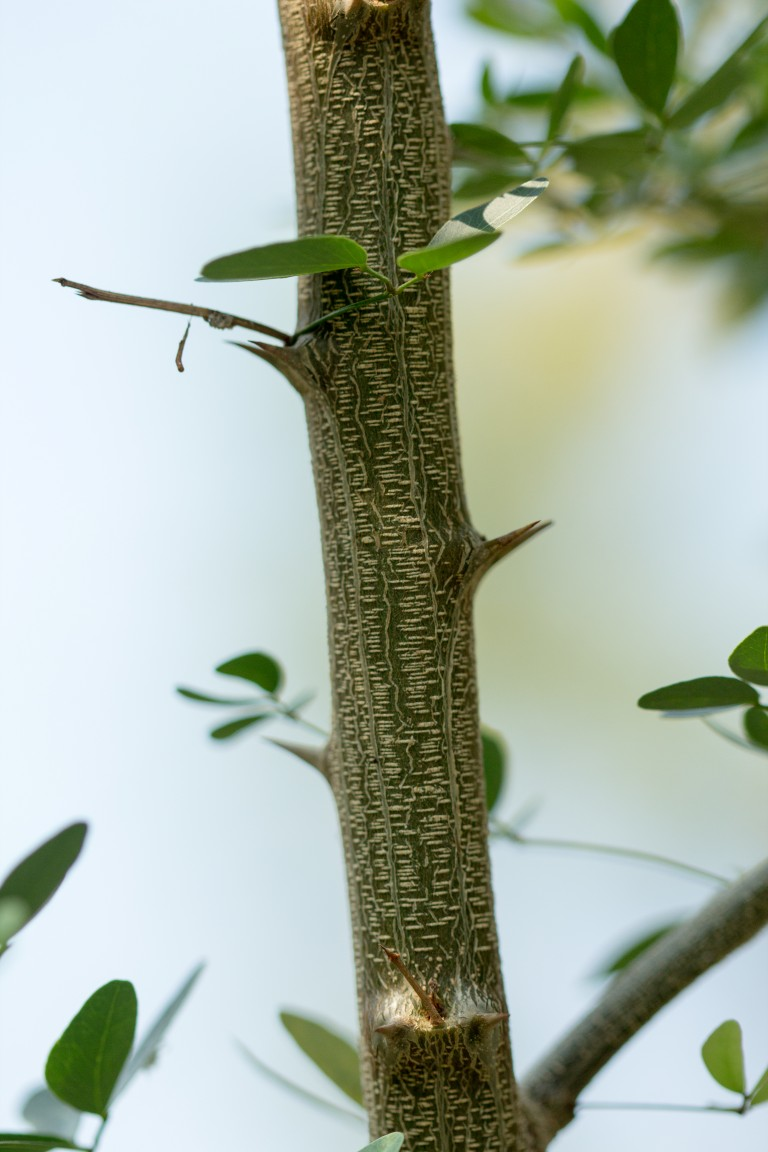
Tija
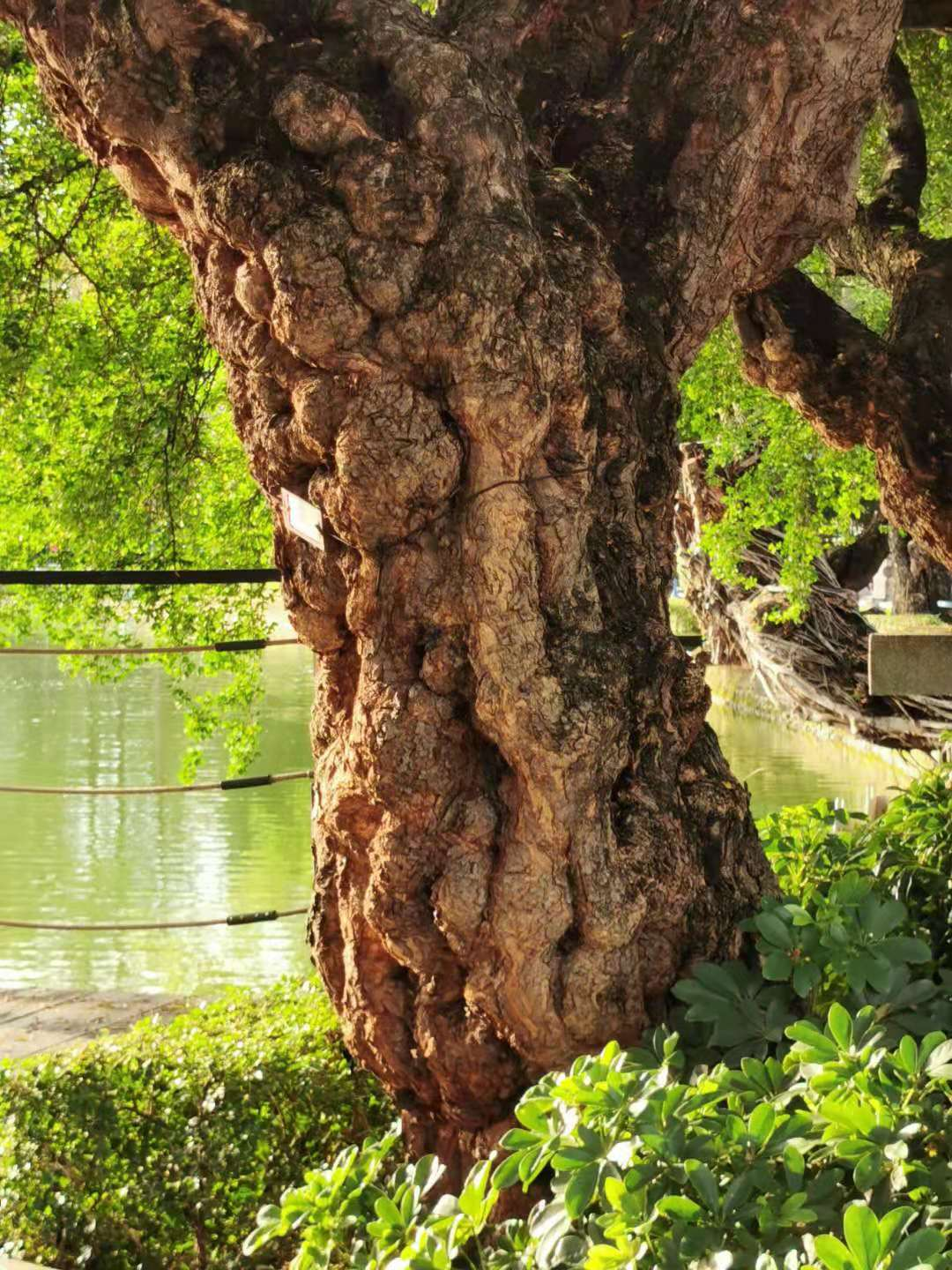
Tronc
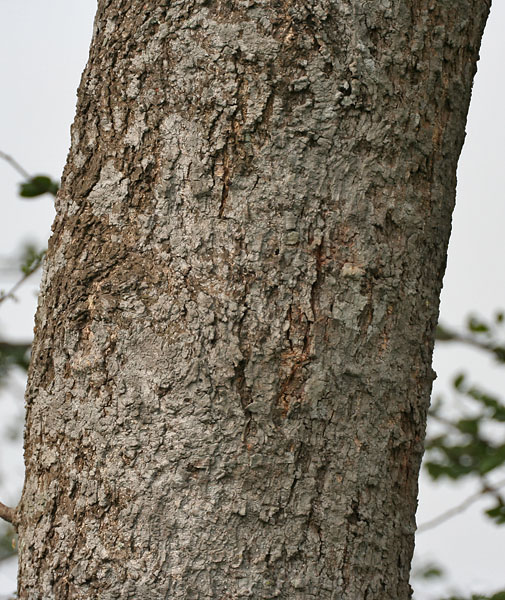
Escorça
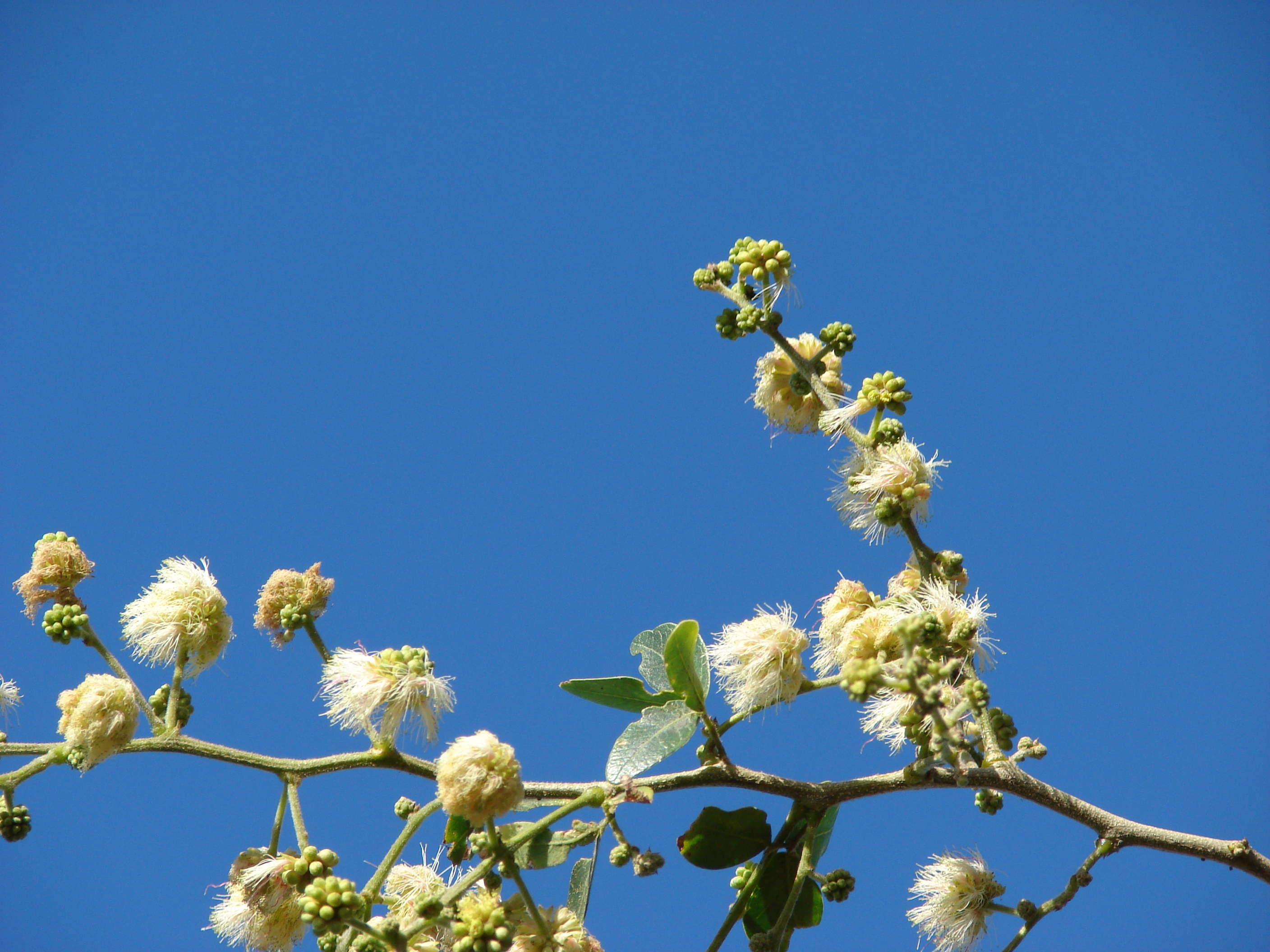
Panícula (Inflorescència)
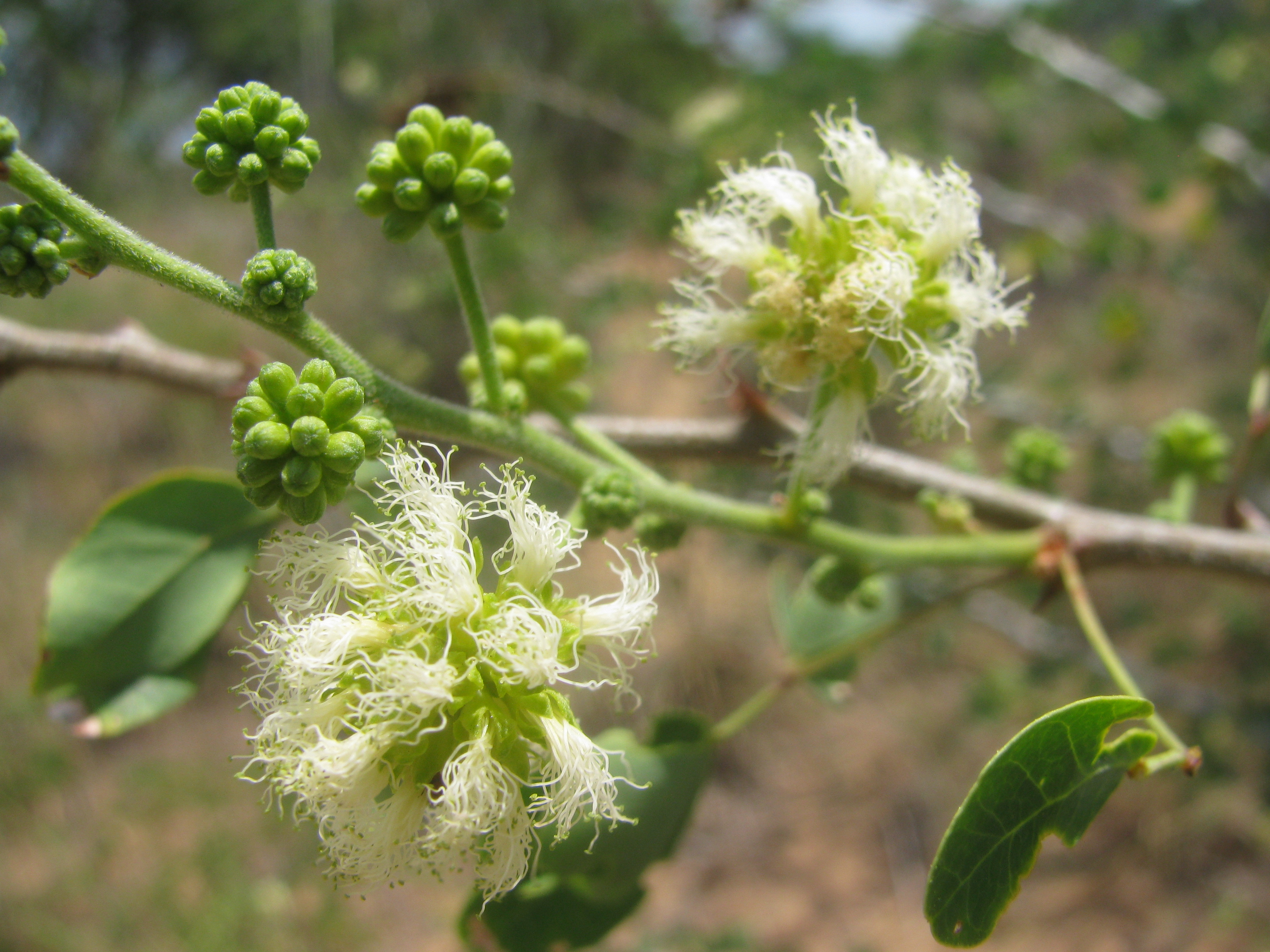
Capítols
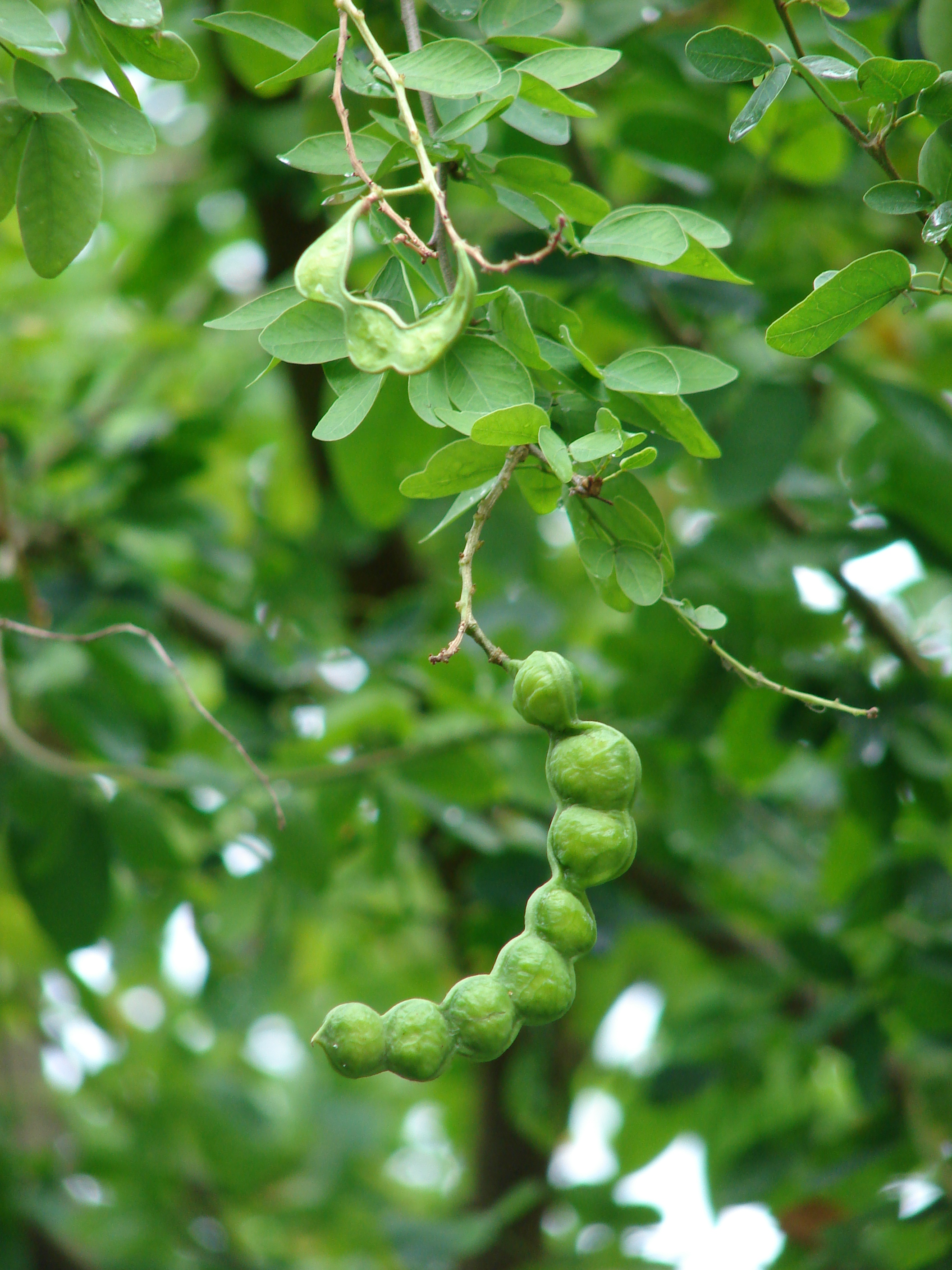
Beina verda
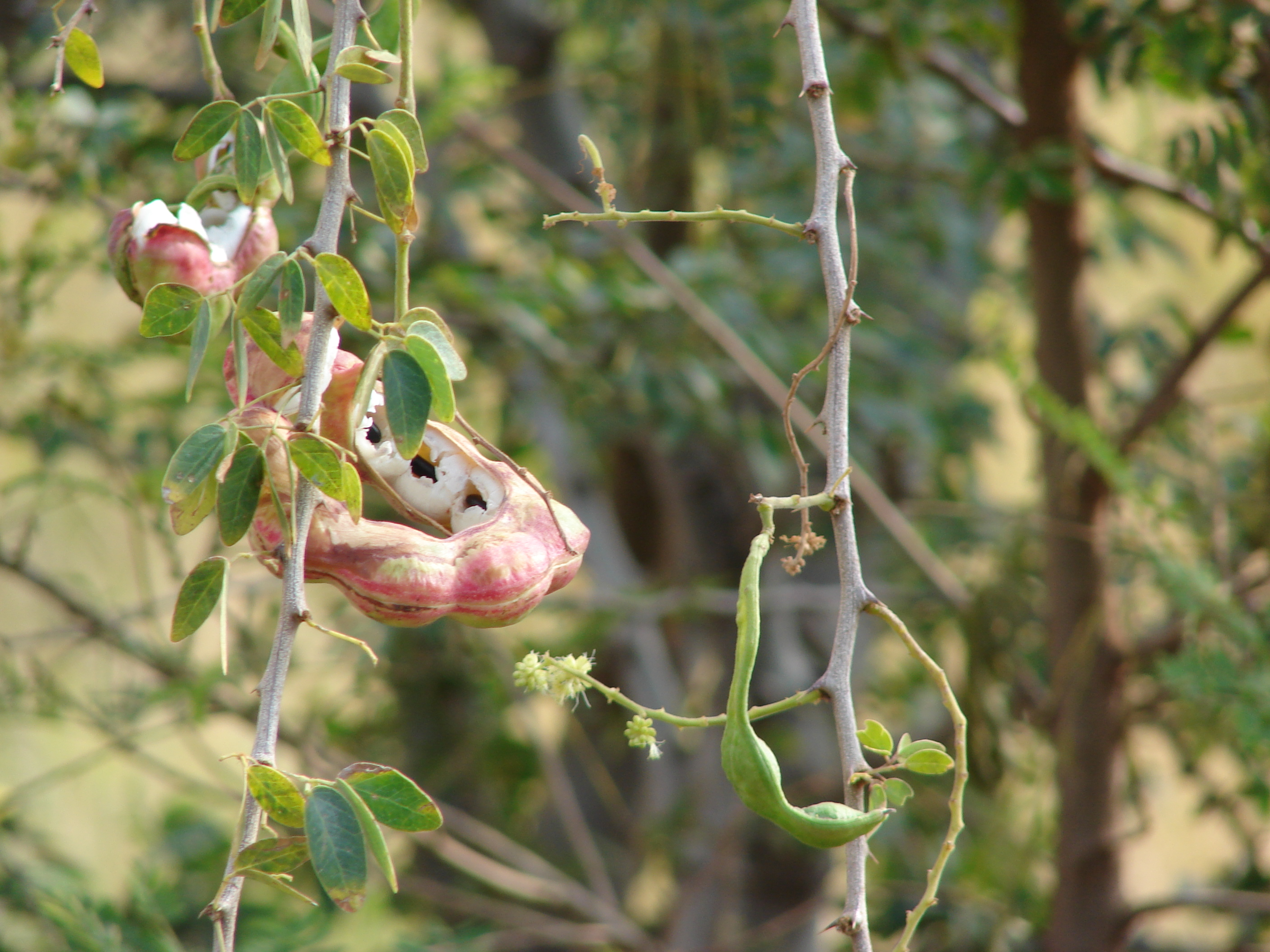
Beina madura
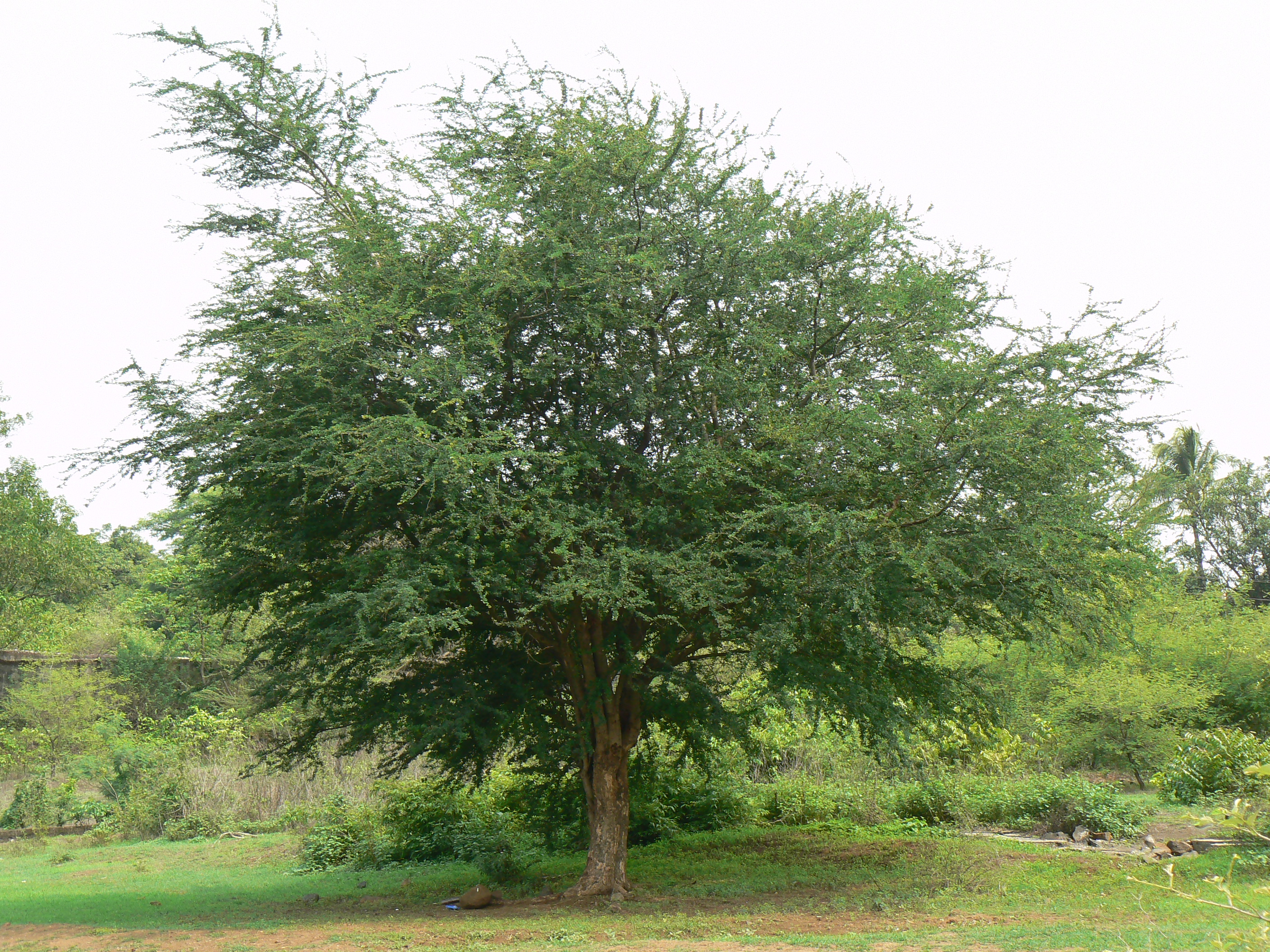
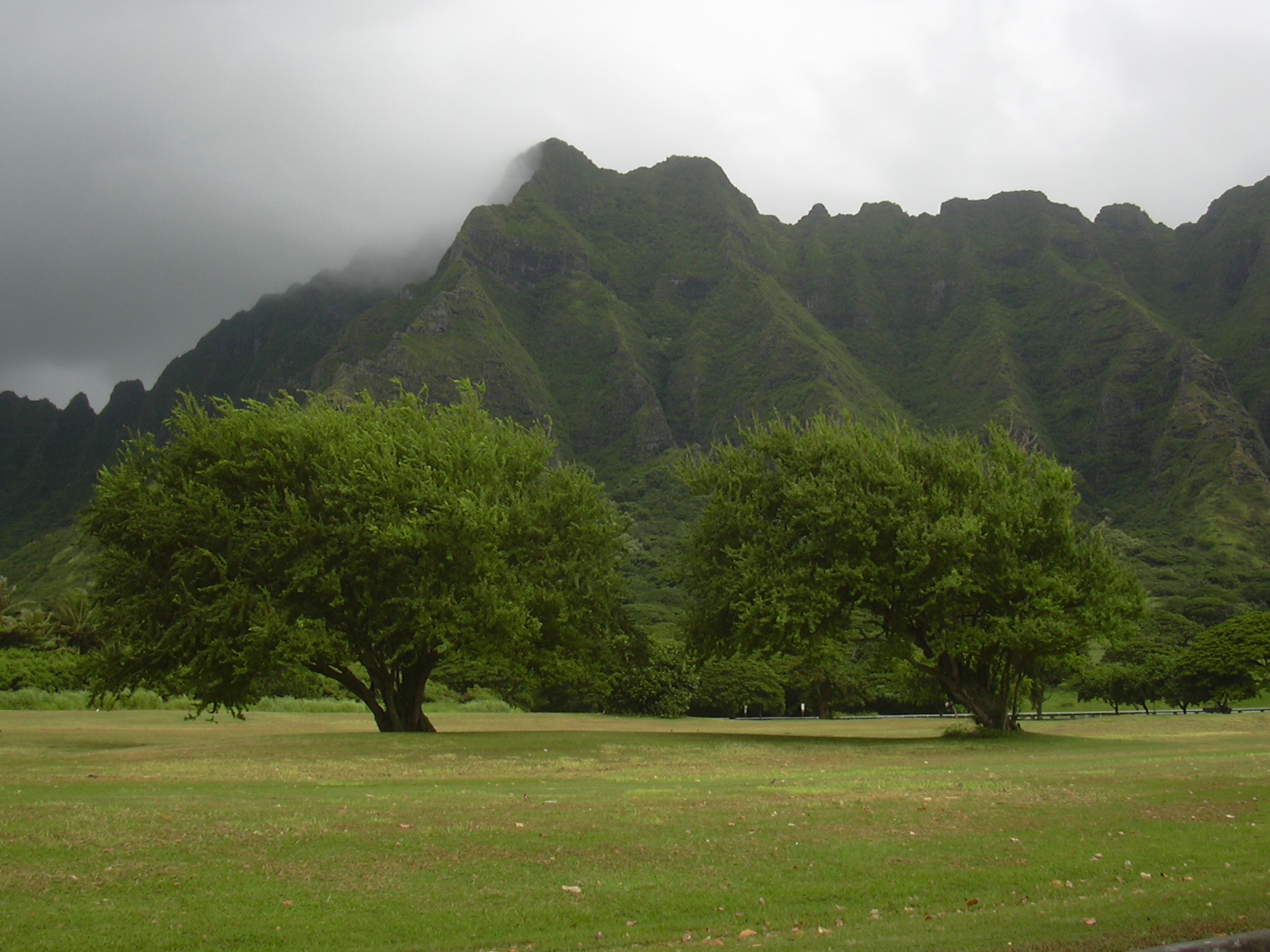
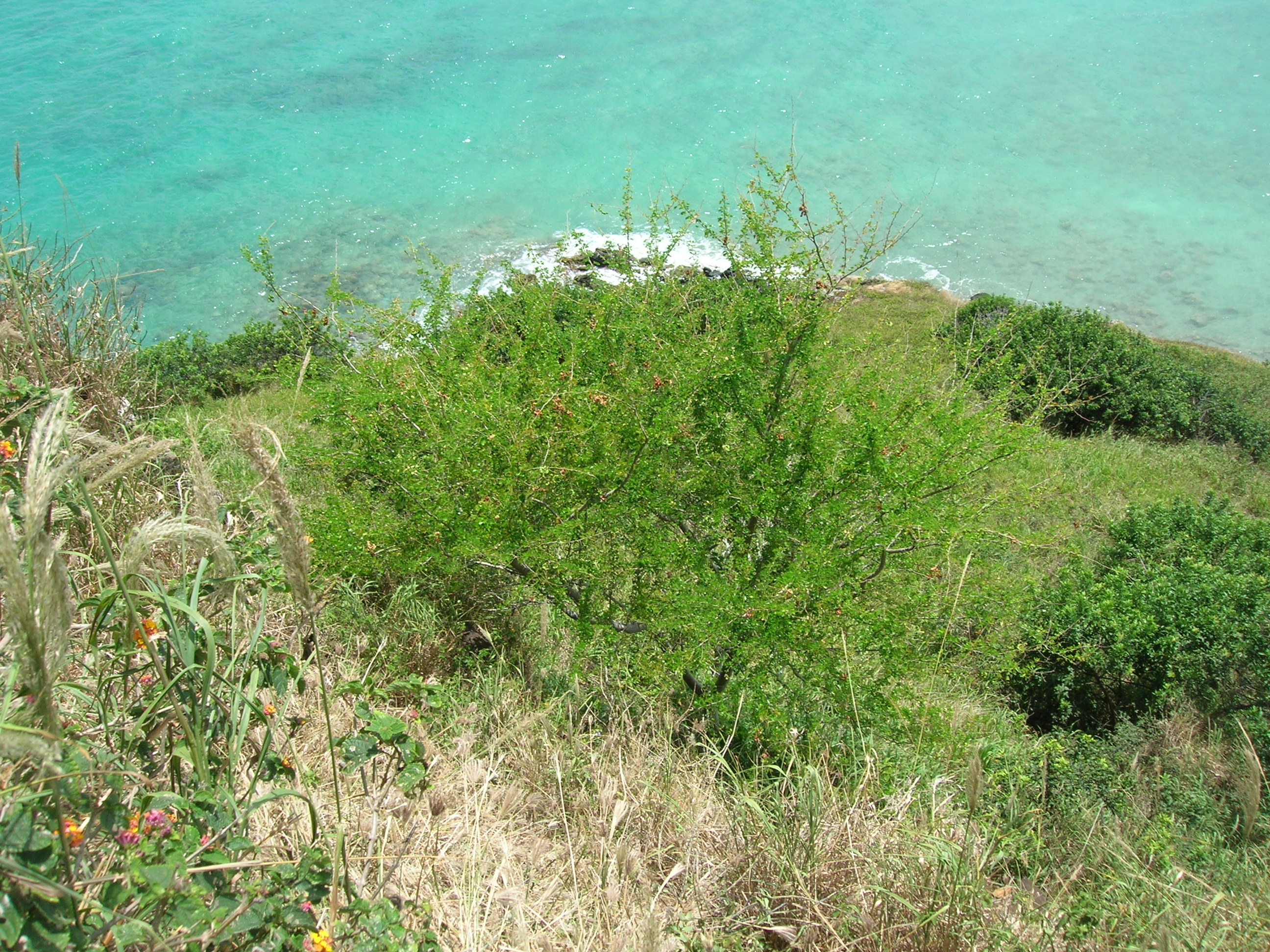